# Marcus Gayle
Marcus Anthony Gayle (Hammersmith, Londres, Inglaterra, 27 de septiembre de 1970) es un exfutbolista y actual entrenador inglés nacionalizado jamaicano, que se desempeñaba como delantero y que disputó con su selección, la Copa Mundial de Fútbol de 1998 en Francia.

## Clubes

### Como jugador
| Club           | País       | Año         |
| -------------- | ---------- | ----------- |
| Brentford FC   | Inglaterra | 1988 - 1990 |
| KuPS           | Finlandia  | 1990        |
| Brentford FC   | Inglaterra | 1990 - 1994 |
| Wimbledon      | Inglaterra | 1994 - 2001 |
| Rangers        | Escocia    | 2001        |
| Watford        | Inglaterra | 2001 - 2005 |
| Brentford FC   | Inglaterra | 2005 - 2006 |
| Aldershot Town | Inglaterra | 2006 - 2007 |
| AFC Wimbledon  | Inglaterra | 2007 - 2008 |

### Como entrenador
| Club                           | País       | Año           |
| ------------------------------ | ---------- | ------------- |
| AFC Wimbledon (equipo reserva) | Inglaterra | 2008-2012     |
| Staines Town                   | Inglaterra | 2012-presente |

## Selección nacional
Ha sido internacional con la Selección de fútbol de Jamaica, ha jugado 14 partidos internacionales y ha anotado 3 goles.

### Participaciones en Copas del Mundo
| Mundial                        | Sede    | Resultado    |
| ------------------------------ | ------- | ------------ |
| Copa Mundial de Fútbol de 1998 | Francia | Primera fase |

### Participaciones Internacionales
| Torneo                          | Sede           | Resultado    |
| ------------------------------- | -------------- | ------------ |
| Copa de Oro de la Concacaf 1998 | Estados Unidos | Cuarto lugar |
| Copa de Oro de la Concacaf 2000 | Estados Unidos | Primera fase |